# Ember Zoltán
Ember Zoltán (1962 – Szeged, 2015. április 24.) sorozatgyilkos, a sajtóban gyakran szentkirályszabadjai rém néven emlegetett bűnöző. Áldozatainak többsége 80 évnél idősebb, védtelen személy volt.

## Életútja
Ember Zoltán 1962-ben született. Gyermekkorát Szentkirályszabadján töltötte, családja igen rossz szociális körülmények között élt. Részeges apja rendszeresen bántalmazta a családot, így Zoltánt is. Apja halála után az anya egy helybéli férfihoz, Véghelyi Istvánhoz költöztette családját, ám ezt a kapcsolatot is folyamatosan erőszak terhelte. Ember az általános iskola után elkezdte a hentesszakma kitanulását, ám nem fejezte be az iskolát. Bűnözői életpályát kezdett, különböző cselekmények miatt 1987-ig ötször ült börtönben, ellene 11 különböző ügyben folyt büntetőeljárás. Szabadlábon töltött hónapjaiban építkezéseken dolgozott. Az 1980-as évek végén összeveszett barátnőjével, akit a vita hevében megkísérelt meggyilkolni. A késsel hátbaszúrt nő túlélte a támadást, de Ember Zoltánt életveszélyt okozó testi sértés miatt börtönbe zárták.

## Sorozat kezdődik

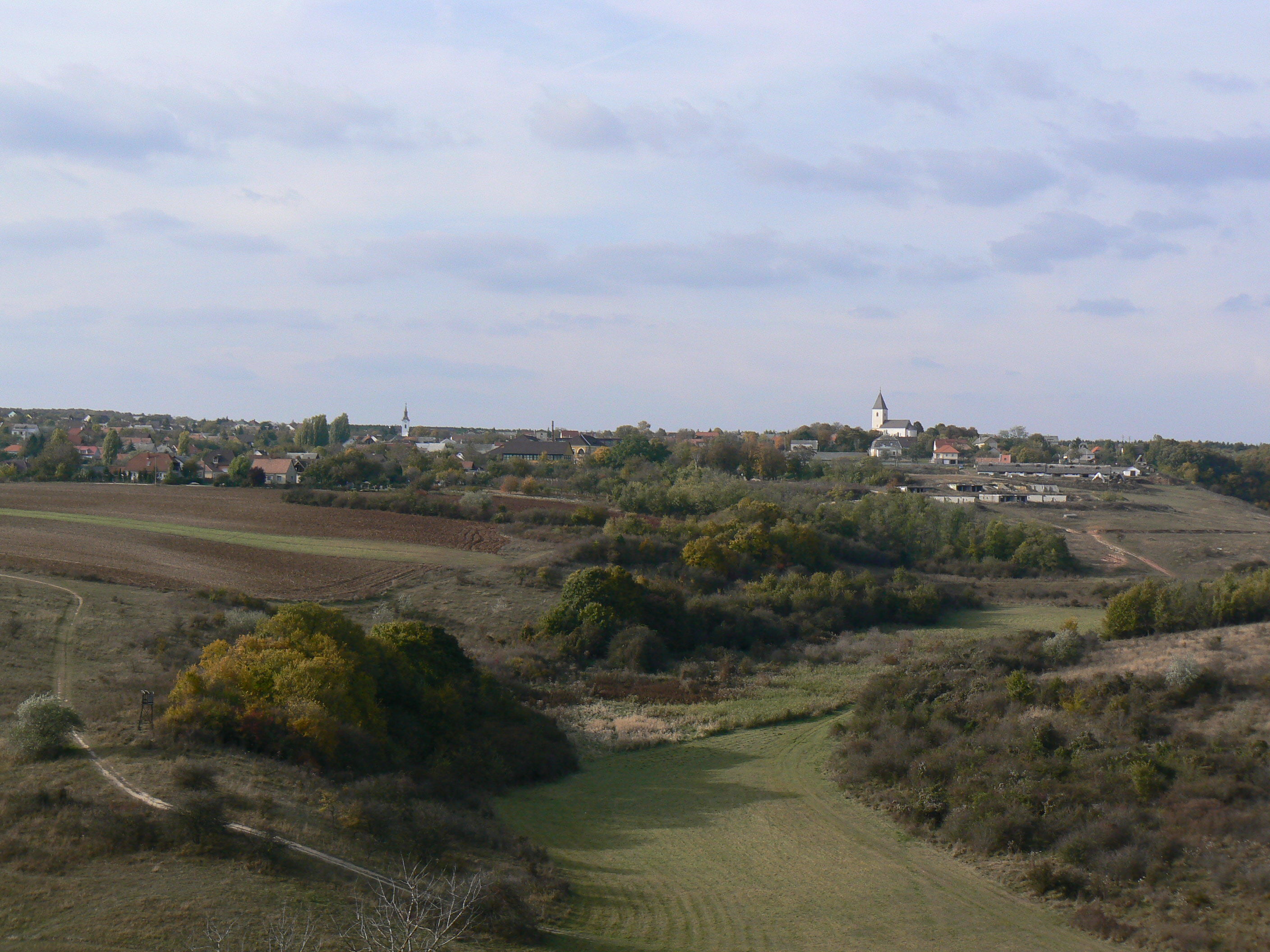
Szentkirályszabadja, a gyilkosságsorozat helyszíne

A gyilkosságsorozat 1991-ben kezdődött, amikor október 12-én Ember Zoltán kiszabadult a barátnője megkéselése miatt kapott hároméves börtönbüntetésből. Szabadulása napján elhatározta, hogy bosszút áll gyermekkori szenvedéseinek okozóján, a szentkirályszabadjai Véghelyi Istvánon. Az idős ember lakására ment és ott egy nagy méretű villáskulccsal az idős Véghelyit agyonverte, majd a gyilkosság után ki is fosztotta annak lakását. Ember Zoltán az esetet vizsgáló nyomozók látókörébe került, de végül nem tartóztatták le.
1998-ban együtt italozott bátyjával, Ember Istvánnal. Zoltán felvetette Istvánnak, hogy adják el a közös tulajdonukban álló falubeli házat. István ellenkezett, a vita elmérgesedett, Zoltán pedig rátámadt testvérére és puszta kézzel megfojtotta. A holttestet megkötözte és egy talicskán a település külterületére szállította, ahol elásta. Ember István tetemére hónapokkal később találtak rá, exhumálták és névtelen sírba temették.
Az ezredforduló után Ember Zoltán felfigyelt a falubeli öregek jelentette pénzszerzési lehetőségre. Feltételezte, hogy az egyedül élő idősek jelentős mennyiségű készpénzt tartanak otthon. 2002. július 7-én éjjel otthonában megtámadott egy idős asszonyt, akit egy filmekből ellesett kínzóeszközzel gyilkolt meg: nyakára és lábára hurkot kötött, a kényszeredett testhelyzetből szabadulni akaró áldozat pedig saját magát fojtotta meg. 2003. június 22-én ugyanezzel a módszerrel végzett egy nyugdíjas férfival. Ekkor a rendőrség már tudta, hogy Szentkirályszabadján sorozatgyilkos tevékenykedik, felderítő munkájuk azonban nem járt eredménnyel, sem nyomokat, sem tanúkat nem találtak. A településen ez időben úrrá lett a félelem, a falubeliek bezárkóztak, riasztókat és vészhívókat szereltettek fel. 2004. március 7-én Ember újabb rablógyilkosságot követett el, a hurkos módszert alkalmazva egy 80 év fölötti asszonyt gyilkolt meg. A házból 160 ezer forintnyi készpénzt és ékszereket is elvitt. Az ittasan gyilkoló Ember azonban ezúttal vigyázatlan volt. A gyilkosság felfedezése után a rendőrök megtalálták DNS-mintáit a tetthelyen.

## Bukás
A nyomozók feltételezték, hogy a sorozatgyilkos helybeli és ismeri a terepet, ezért DNS-mintákat gyűjtöttek az összes szóba jöhető helyi lakostól. Így akadtak Ember Zoltán nyomára, akit néhány nappal az ötödik gyilkosság után tartóztattak le. Kihallgatása során Ember nem csak a három idős ember megölését ismerte el, de bevallotta Véghelyi István és Ember István meggyilkolását is. 

## Ítélete és halála
Ember Zoltánt az első fokon eljáró veszprémi Megyei Bíróság életfogytiglani börtönbüntetésre ítélte. 2007-ben a másodfokon eljáró Győri Ítélőtábla is jóváhagyta az elsőfokú ítéletet, Ember Zoltán a szegedi Csillag börtönbe került. A per alatt Ember semmiféle megtörtséget vagy megbánást nem mutatott, a hozzá intézett kérdésekre titokzatosan mosolyogva és cinikusan, olykor pimasz módon válaszolt. A börtönben újabb gyilkosságokon tűnődött, az őt felkereső újságíróknak pedig megerősítette, hogy áldozatai irányában semmiféle szánalmat nem érez. Büntetése alatt kétszer kísérelt meg öngyilkosságot, egyszer az ereit vágta fel, később pedig mérget ivott. Ember Zoltán végül 2015. április 24-én a cellájában egy lepedőre akasztotta fel magát. A börtönben még sikerült újraéleszteni, ám kórházba szállítás után meghalt.